# 成田市立桜田小学校
成田市立桜田小学校（なりたしりつ さくらだがっこう）は、千葉県成田市桜田にある公立小学校。

## 概要
成田市の一番東端に位置し、大栄インターチェンジの近くに位置し、国道51号と千葉県道113号佐原多古線は交通量が多い。

## 沿革
- 1957年（昭和32年） - 創立。

## 学区
堀籠、村田、所、桜田、南敷の一部、馬乗里、横山の一部、浅間、東ノ台、大沼

## 進学
- 成田市立大栄中学校